# 부산 강서구청장
부산 강서구청장은 부산광역시 강서구의 행정사무를 담당하는 기초자치단체장이다.
강서구청장은 지방이사관 상당에 해당하는 정무직공무원으로 보한다.</ref>부산광역시 강서구 지방공무원 정원 조례 별표3</rer>

## 역대 출장소장
| 대수 | 출장소장 | 임기                             | 비고                     |
| ---- | -------- | -------------------------------- | ------------------------ |
| 1대  | 최준택   | 1983년 5월 1일~1984년 10월 25일  | 초대 강서출장소장        |
| 2대  | 박선종   | 1984년 10월 26일~1986년 8월 15일 |                          |
| 3대  | 서종수   | 1986년 8월 16일~1987년 7월 6일   |                          |
| 4대  | 최인섭   | 1987년 7윌 7일~1987년 12월 31일  |                          |
| 5대  | 전진     | 1988년 1월 1일~1988년 12월 31일  | 관선 마지막 강서출장소장 |

## 역대 구청장
| 대수     | 구청장 | 임기                            | 비고                          |
| -------- | ------ | ------------------------------- | ----------------------------- |
| 1대      | 전진   | 1989년 1월 1일~1989년 11월 5일  | 초대 강서구청장               |
| 2대      | 이태수 | 1989년 11월 6일~1991년 1월 10일 |                               |
| 3대      | 김부환 | 1991년 1월 11일~1992년 5월 1일  |                               |
| 4대      | 박종식 | 1992년 5월 2일~1994년 1월 2일   |                               |
| 5대      | 소상보 | 1994년 1월 3일~1995년 3월 31일  | 관선 마지막 강서구청장        |
| 6대      | 배응기 | 1995년 7월 1일~1998년 6월 30일  | 민선1기                       |
| 7대      | 배응기 | 1998년 7월 1일~2002년 6월 30일  | 민선2기 재선                  |
| 8대      | 안병해 | 2002년 7월 1일~2005년 2월 15일  | 민선 3기 2005년 구청장직 상실 |
| 권한대행 | 서문수 | 2005년 2월 16일~2005년 4월 30일 |                               |
| 9대      | 강인길 | 2005년 5월 1일~2006년 6월 30일  | 민선 3기                      |
| 10대     | 강인길 | 2006년 7월 1일~2010년 6월 30일  | 민선 4기 재선                 |
| 11대     | 강인길 | 2010년 7월 1일~2014년 6월 30일  | 민선 5기 3선                  |
| 12대     | 노기태 | 2014년 7월 1일~2018년 6월 30일  | 민선 6기                      |
| 13대     | 노기태 | 2018년 7월 1일~2022년 6월 30일  | 민선 7기 재선                 |
| 14대     | 김형찬 | 2022년 7월 1일~                 | 민선 8기                      |

## 같이 보기
- 부산 강서구청장 선거